# The Main Ingredient (groupe)
Pour les articles homonymes, voir The Main Ingredient.
The Main Ingredient est un groupe de soul et rhythm and blues américain. Leur plus gros succès est Everybody Plays the Fool (en) en 1972.

## Histoire
Le groupe est fondé en 1964 dans le quartier new-yorkais de Harlem par Donald McPherson, Luther Simmons Jr. et Tony Silvester sous le nom « The Poets ». Le trio enregistre quelques 45 tours pour le label Red Bird Records avant de signer chez RCA Records et de se rebaptiser The Insiders, puis The Main Ingredient. Les premiers succès arrivent au début des années 1970, avec l'aide du producteur Bert DeCoteaux : les singles You've Been My Inspiration, I'm So Proud, Spinning Around (I Must Be Falling in Love) et Black Seeds Keep on Growing se classent dans le Top 30 du hit-parade R&B en 1970-1971.
McPherson meurt de leucémie en 1971. Pour le remplacer, Simmons et Silvester font appel à Cuba Gooding Sr. (en), qui a déjà collaboré avec eux en tant que choriste. Dès l'année suivante, The Main Ingredient connaît son plus gros succès avec le single Everybody Plays the Fool (en) (no 3 du Hot 100). Leur album de 1973, Afrodisiac, comprend plusieurs chansons écrites par Stevie Wonder. En 1974, Just Don't Want to Be Lonely (en) marque leur deuxième et dernière apparition dans le Top 10.
En 1976, Tony Silvester quitte The Main Ingredient pour entamer une carrière solo. Il est remplacé par Carl Tompkins, mais Cuba Gooding décide à son tour de se lancer en solo en 1977 et le groupe se sépare. Le trio Gooding-Silvester-Simmons se réunit à deux reprises, d'abord en 1979 pour deux albums, puis en 1986. Luther Simmons est remplacé par Jerome Jackson peu après pour l'album I Just Wanna Love You (1989). Une nouvelle réunion se produit en 1999, mais elle n'implique que Silvester et Simmons, qui publient avec Carlton Blount un album, Pure Magic, en 2001. Après la mort de Tony Silvester, en 2006, Cuba Gooding reprend le nom de The Main Ingredient et se produit avec d'autres chanteurs, jusqu'à son propre décès en 2017.

## Membres

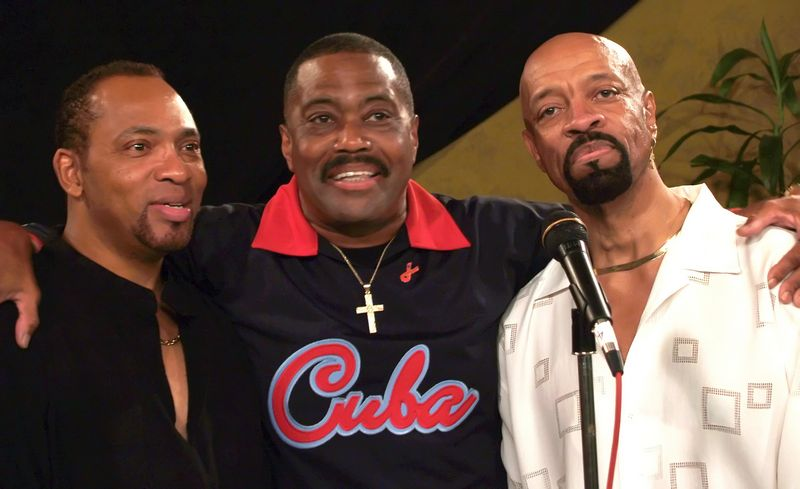
The Main Ingredient en 2008.

- Donald McPherson (1964-1971) – mort le 4 juillet 1971
- Luther Simmons Jr. (1964-1977, 1979-1981, 1986, 1999-2006)
- Tony Silvester (1964-1976, 1979-1981, 1986-1991, 1999-2006) – mort le 26 novembre 2006
- Cuba Gooding (1971-1977, 1979-1981, 1986-1991, 2006-2017) – mort le 20 avril 2017
- Carl Tompkins (1976-1977)
- Jerome Jackson (1986-1991)
- Carlton Blount (2001-2006)
- Larry Moore (depuis 2006)
- Donald Black (depuis 2006)

## Discographie
- 1970 : L.T.D.
- 1970 : Tasteful Soul
- 1971 : Black Seeds
- 1972 : Bitter Sweet
- 1973 : Afrodisiac
- 1974 : Euphrates River
- 1975 : Rolling Down a Mountainside
- 1975 : Shame on the World
- 1977 : Music Maximus
- 1980 : Ready for Love
- 1981 : I Only Have Eyes for You
- 1989 : I Just Wanna Love You
- 2001 : Pure Magic